# Taavi Rähn
Taavi Rähn (Pärnu, 16 maggio 1981) è un ex calciatore estone, di ruolo difensore.